# Thursday October Christian I
Thursday October Christian I, né le 14 octobre 1790 à Pitcairn et mort le 21 avril 1831 à Tahiti, est le fils aîné de Fletcher Christian (chef de la mutinerie historique du Bounty) et de son épouse tahitienne Mauatua (en). 
Il est le premier enfant né aux îles Pitcairn après le refuge des mutins. Né un jeudi d'octobre, il reçoit ce prénom inhabituel car Fletcher Christian souhaitait que son fils « ne porte aucun nom qui lui rappelle l'Angleterre ».
A l'âge de 16 ans, il épouse une autochtone plus âgée, Teraura (Susannah/Susan Young), qui a été la première épouse de Ned Young. Elle a plus de 30 ans au moment du mariage. La cérémonie s'est déroulée avec une bague ayant appartenu à Ned Young.

## Biographie
Lorsque les frégates britanniques Briton et Tagus arrivent à Pitcairn le matin du 17 septembre 1814, Thursday et George Young partent à leur rencontre en canoë. Tous deux parlent bien anglais et font bonne impression sur les officiers et les marins lors de leur rencontre sur le pont du Briton. Leur attitude contribue à convaincre les deux capitaines que John Adams a créé une société civilisée et qu'il ne mérite pas d'être poursuivi pour la mutinerie. Les navires ne restent que quelques heures et quittent le port plus tard dans la soirée. C'est à ce moment-là qu'est dessiné le seul portrait de Thursday qui subsiste.
Le capitaine Philip Pipon, commandant du Tagus, décrit Thursday comme étant « âgé d'environ vingt-cinq ans, un grand et beau jeune homme d'environ un mètre quatre-vingts, aux cheveux noirs et au visage extrêmement ouvert et intéressant. Il ne portait aucun vêtement, à l'exception d'un morceau de tissu autour des reins, d'un chapeau de paille orné de plumes de coq noir et parfois de paon, presque semblable à celui porté par les Espagnols en Amérique du Sud, bien que plus petit. »
Avec plusieurs autres Pitcairniens, Thursday émigre à Tahiti en 1831, mais, n'étant pas immunisé contre les maladies de l'île, il meurt le 21 avril. À cette époque, il est « le plus âgé et peut-être le plus respecté de la première génération d'insulaires natifs ». Onze autres Pitcairniens meurent lors de la même épidémie. Privé de tout chef, le groupe quitte Tahiti le 14 août 1831 pour retourner à Pitcairn, aidé par le capitaine William Driver. Sa femme lui survit 19 ans. Le troisième fils de Thursday est Thursday October Christian II (en) (1820–1911).
Pendant de nombreuses années, la maison de Thursday était le plus vieux bâtiment encore debout sur l'île, jusqu'à sa démolition le 12 mars 2004 en raison de dégâts causés par les termites.

## Dans la culture
La biographie de Thursday a été écrite par Robert Michael Ballantyne dans The Lonely Island; or, The Refuge of the Mutineers (1880). Il apparaît également dans The Long Voyage (1853) de Charles Dickens.
Il est également mentionné sur l'album Oh Perilous World (en) de Rasputina.